# Auckland-szigetek
Az Auckland-szigetek (maoriul: Mōtū Maha vagy Maungahuka) egy lakatlan szigetcsoport Új-Zéland Déli-szigetétől 465 km-re délre. Területe 570 km², amelyből 459 km²-t az azonos nevű Auckland-sziget tesz ki. Gazdag és endemikus fajokban bővelkedő élővilágáért Új-Zéland többi szubantarktikus szigetével együtt a Világörökség részévé nyilvánították 1998-ban.

## Földrajz
A szigetcsoporthoz legközelebb eső szárazföld északi irányban 270 km-re a Snares-sziget, délkeleti irányban 270 km-re a Campbell-sziget, délnyugati irányban 620 km-re pedig az ausztrál fennhatóság alatt álló Macquarie-sziget.
| Név                          | Terület | Térkép |
| ---------------------------- | ------- | ------ |
| Auckland-sziget (Mauka Huka) | 459 km² |        |
| Adams-sziget                 | 97 km²  |        |
| Enderby-sziget               | 7 km²   |        |
| Disappointment-sziget        | 3 km²   |        |

### Geológia
A szigetcsoport a Campbell-plató kréta kori, gránit kontinentális talapzatán helyezkedik el. Az Auckland-szigetek kiemelkedései két összeérő pajzsvulkán, északon a Ross, délen pedig a Carnley-vulkán működésének eredményeképp jöttek létre mintegy 12 millió éve, a miocén korban. A lávafolyások anyagát elsősorban bazalt és olivin (hawaiit) alkotják. A Musgrave-félszigeten jelentős gránit előbukkanások, a Carnley Harbour partjainál pedig gyengén osztályozott kavics és breccsa konglomerátumok is megfigyelhetőek. A létrejött hegyeket gleccserek és a tengerparti erózió alakították tovább, kialakítva a jelenlegi felszínformákat. 

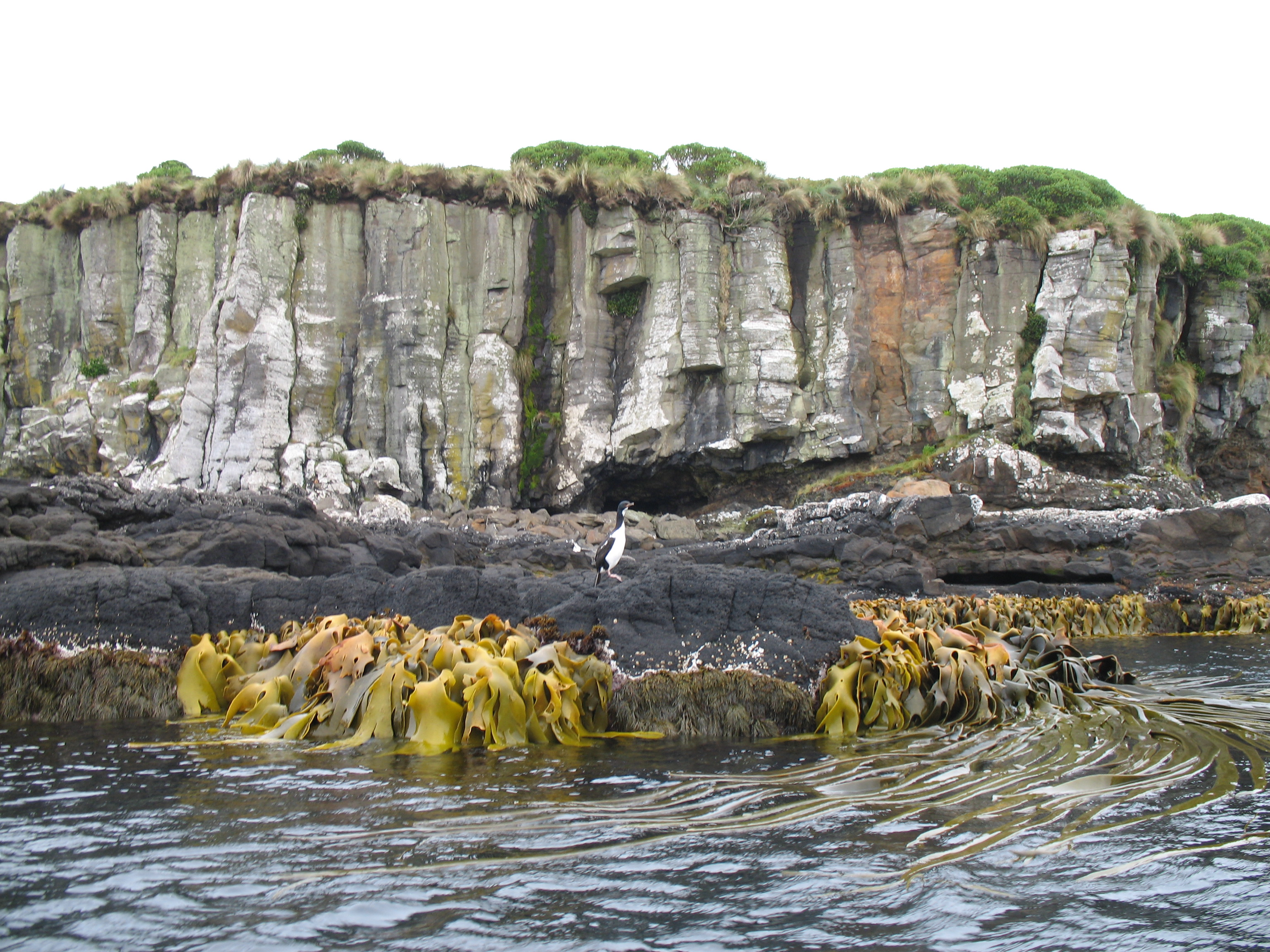
Bazaltoszlopok az Enderby-szigeten

### Domborzat

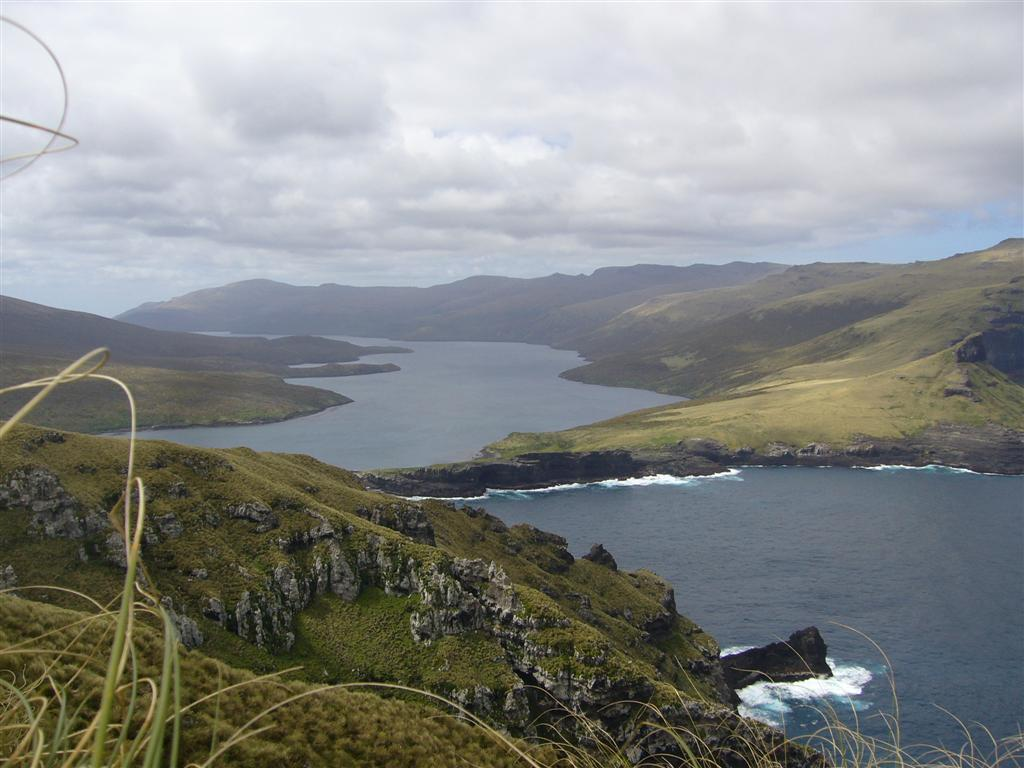
A Carnley Harbour öble

Az Auckland-sziget keleti partján mélyen bevágódó fjordok sorakoznak, míg a nyugati parton a szárazföld meredek sziklafallal találkozik a tengerrel. Az Auckland-szigetet és az Adams-szigetet a Carnley-vulkán kalderájában létrejött öböl, a Carnley Harbour választja el egymástól. A kaldera peremén sorakoznak a legmagasabb csúcsok: a Mount Dick (705 m) az Adams-szigeten és a Cavern Peak (659 m) az Auckland-szigeten. A szigetek szinte teljes területe hegyvidéki jellegű és gazdag glaciális formakincsekben: U-alakú völgyek, kifejlett cirkuszvölgyek, morénák és tengerszemek (például a Hinemoa-tó és a Tutanekai-tó) figyelhetők meg.

## Éghajlat
Az Auckland-szigetek szubpoláris óceáni éghajlattal rendelkezik, a magas éves csapadékmennyiség (1494 mm csapadék, átlagosan évente 311 esős nap) alacsony, de fagypont alá ritkán eső hőmérséklettel párosul, kevés ingadozással.
| Hónap                                                                              | Jan. | Feb. | Már. | Ápr. | Máj. | Jún. | Júl. | Aug. | Szep. | Okt. | Nov. | Dec. | Év   |
| ---------------------------------------------------------------------------------- | ---- | ---- | ---- | ---- | ---- | ---- | ---- | ---- | ----- | ---- | ---- | ---- | ---- |
| Rekord max. hőmérséklet (°C)                                                       | 18,3 | 19,3 | 18,5 | 14,3 | 12,3 | 10,8 | 12,4 | 12,1 | 14,1  | 15,8 | 15,6 | 17,3 | 19,3 |
| Átlagos max. hőmérséklet (°C)                                                      | 14,8 | 14,4 | 12,9 | 10,7 | 9,1  | 7,8  | 8,8  | 8,8  | 9,9   | 11,3 | 12,1 | 13,4 | 11,2 |
| Átlaghőmérséklet (°C)                                                              | 11,2 | 11,0 | 9,8  | 8,8  | 6,5  | 5,4  | 6,1  | 5,8  | 6,9   | 7,8  | 8,4  | 9,8  | 8,1  |
| Átlagos min. hőmérséklet (°C)                                                      | 7,6  | 7,5  | 6,8  | 6,4  | 4,1  | 3,2  | 3,3  | 2,9  | 3,8   | 4,4  | 5,0  | 6,3  | 5,1  |
| Rekord min. hőmérséklet (°C)                                                       | 2,1  | 2,4  | 1,4  | 0,8  | −1,6 | −1,8 | −2,6 | −1,7 | −1,8  | −1,6 | −0,3 | 0,2  | −2,6 |
| Átl. csapadékmennyiség (mm)                                                        | 110  | 120  | 140  | 180  | 150  | 150  | 84   | 110  | 120   | 100  | 110  | 120  | 1494 |
| Forrás: The Climate of the Auckland Islands, Campbell Island, and Macquaire Island |      |      |      |      |      |      |      |      |       |      |      |      |      |

## Élővilág

### Növényvilág
Az Auckland-szigetek a többi új-zélandi távoli déli szigettel együtt az Antipodesi szubantarktikus szigeteki tundra (Antipodes Subantarctic Islands Tundra) ökorégióhoz tartozik, amelyen belül a leggazdagabb flórával rendelkező terület, a botanikusok összesen 196 őshonos növényfajt jegyeztek fel. A vegetációs zónákat elsősorban a tengerszint feletti magasság és a viharoknak való kitettség határozza meg. A legalacsonyabban fekvő, de a hullámoktól már védett területeken a mirtuszfélék családjába tartozó déli rātā (Metrosideros umbellata) alkot erdőket, amely ideális körülmények között 15 méteresre is megnőhet. Felfelé haladva az erdőt szinte áthatolhatatlanul sűrű bozótos váltja fel, amelyet az inaka (Dracophyllum longifolium) az Ozothamnus vauvilliersii és a szomorú matipo (Myrsine divaricata) fajok dominálnak. A cserjést a magasabb térszíneken nyílt tundra váltja fel, amelyet elsősorban az endemikus Chionochloa antarctica fűféle alkot. A szubantarktikus szigetek növényvilágára jellemző óriás lágyszárúak (például az Anisotome antipoda, az Anisotome latifolia, a Bulbinella rossii és az Azorella polaris) egykor a partoktól a hegycsúcsokig mindenütt elterjedtek voltak, azonban a behurcolt invazív fajok jelentősen visszaszorították őket, így napjainkban csak a nehezen megközelíthető helyeken és a kisebb szigeteken maradtak fenn populációik zavartalanul.

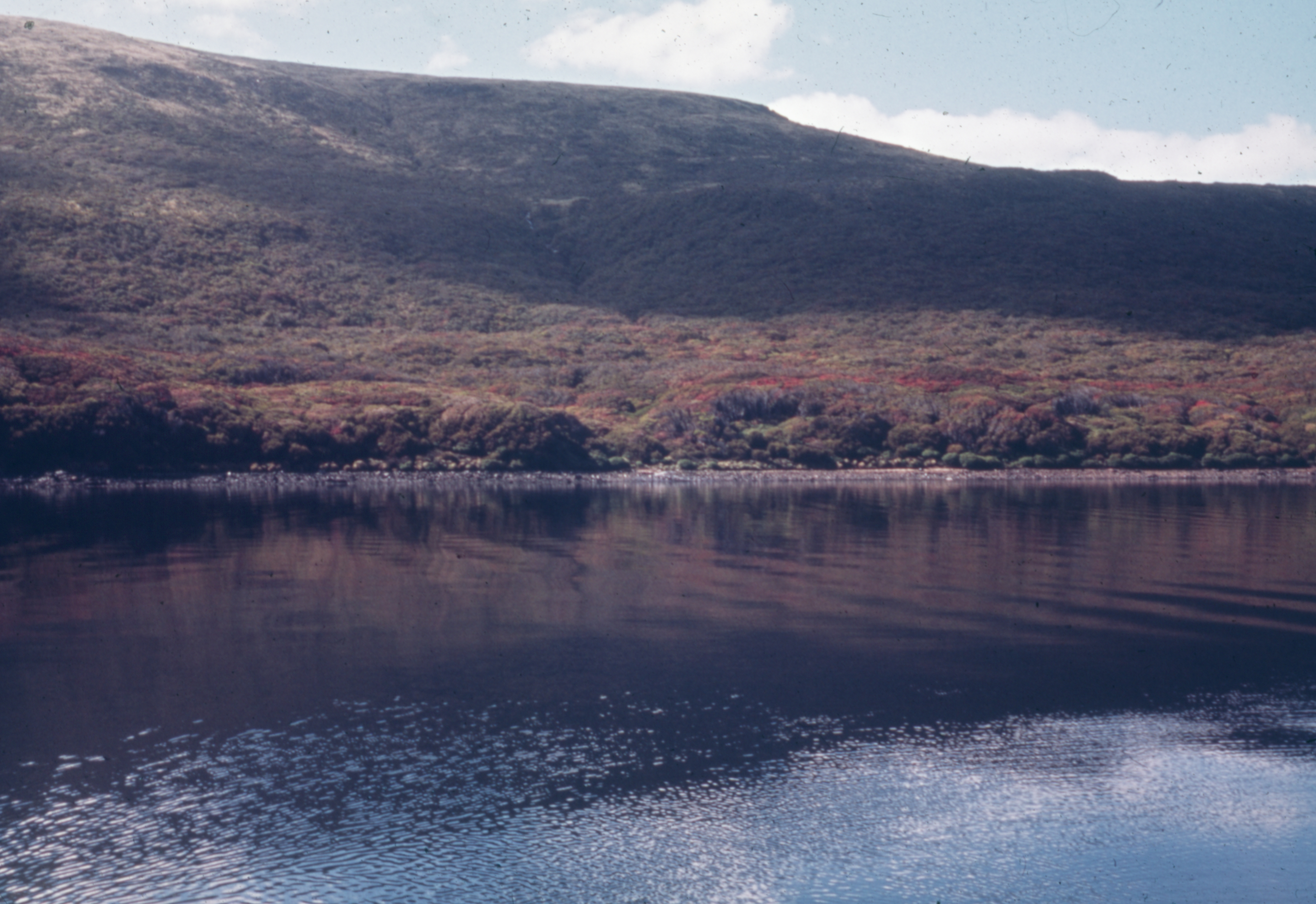
Vegetációs övezetek a Carnley Harbournál
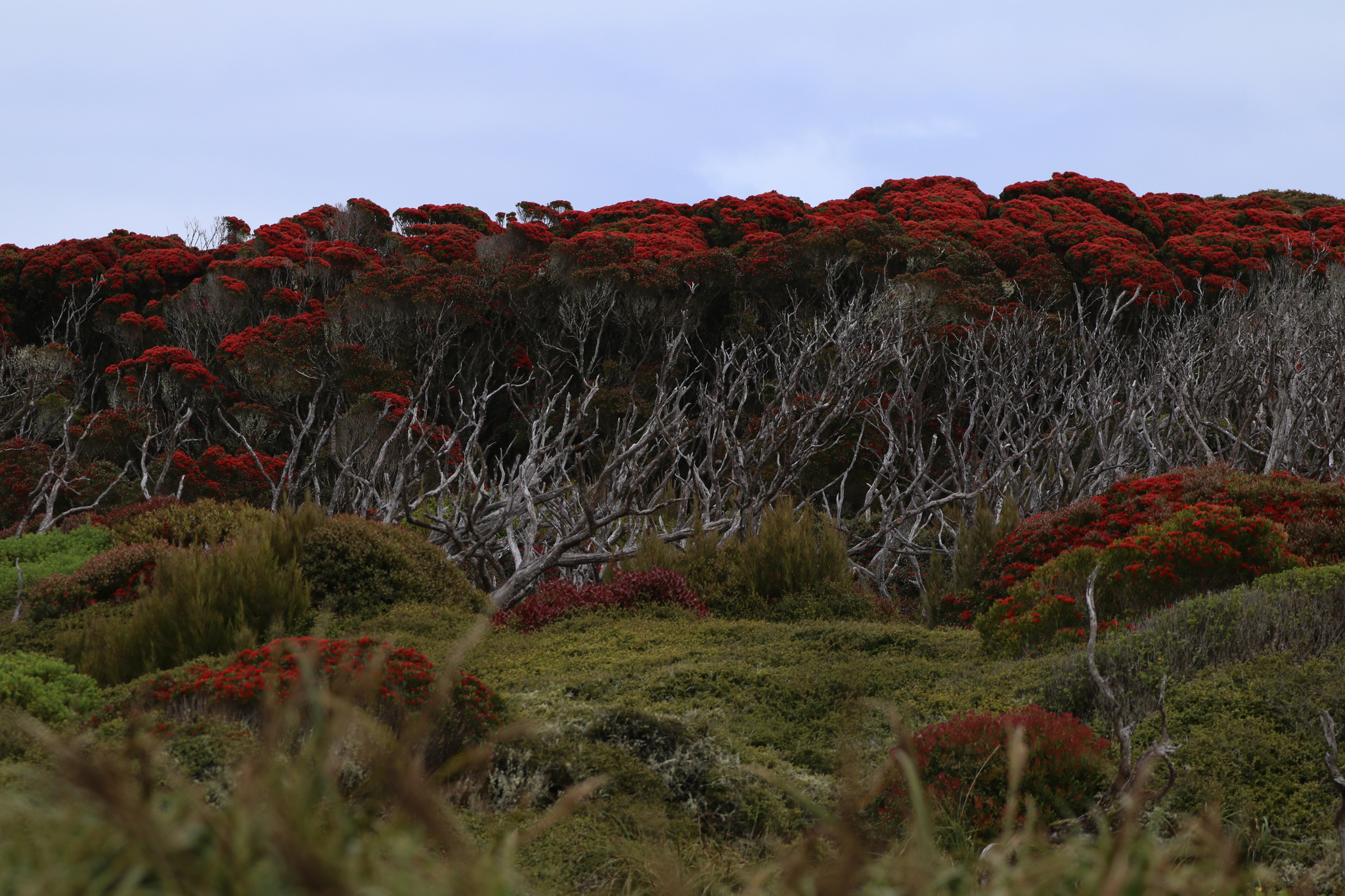
Déli rātā (Metrosideros umbellata) erdő az Enderby-szigeten
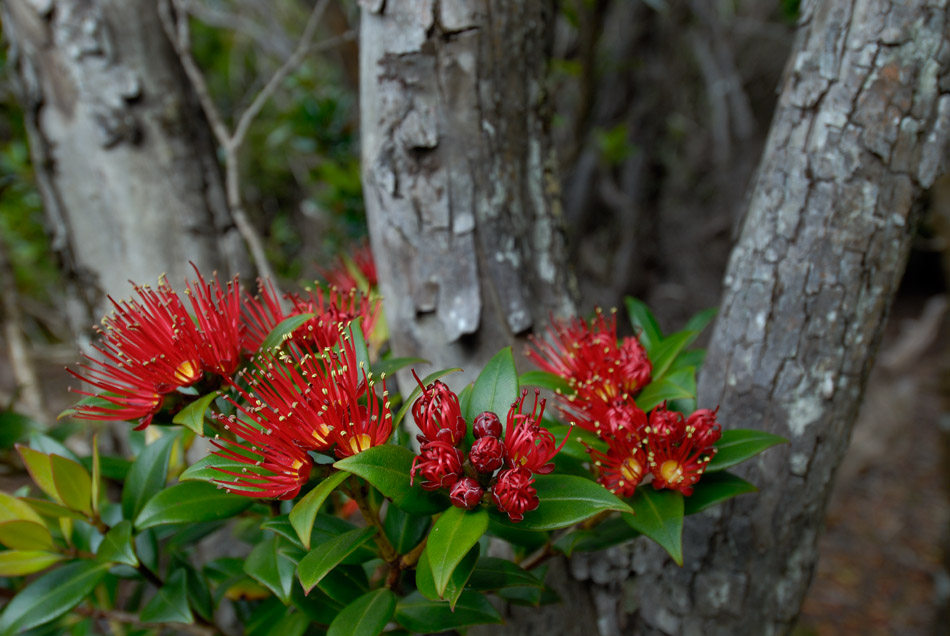
Virágzó déli rātā az Auckland-szigeten
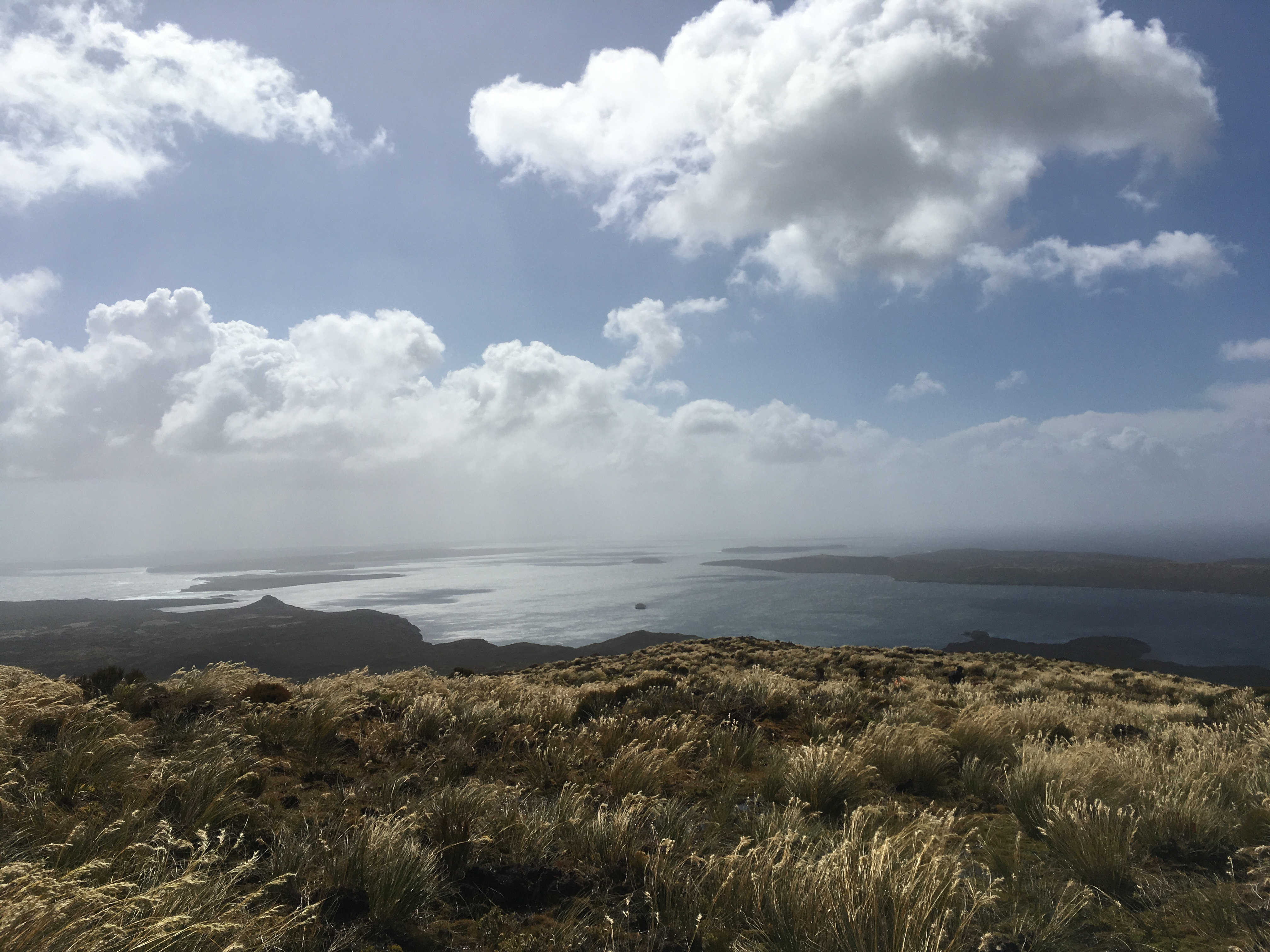
Hegyvidéki tundra az Auckland-szigeten
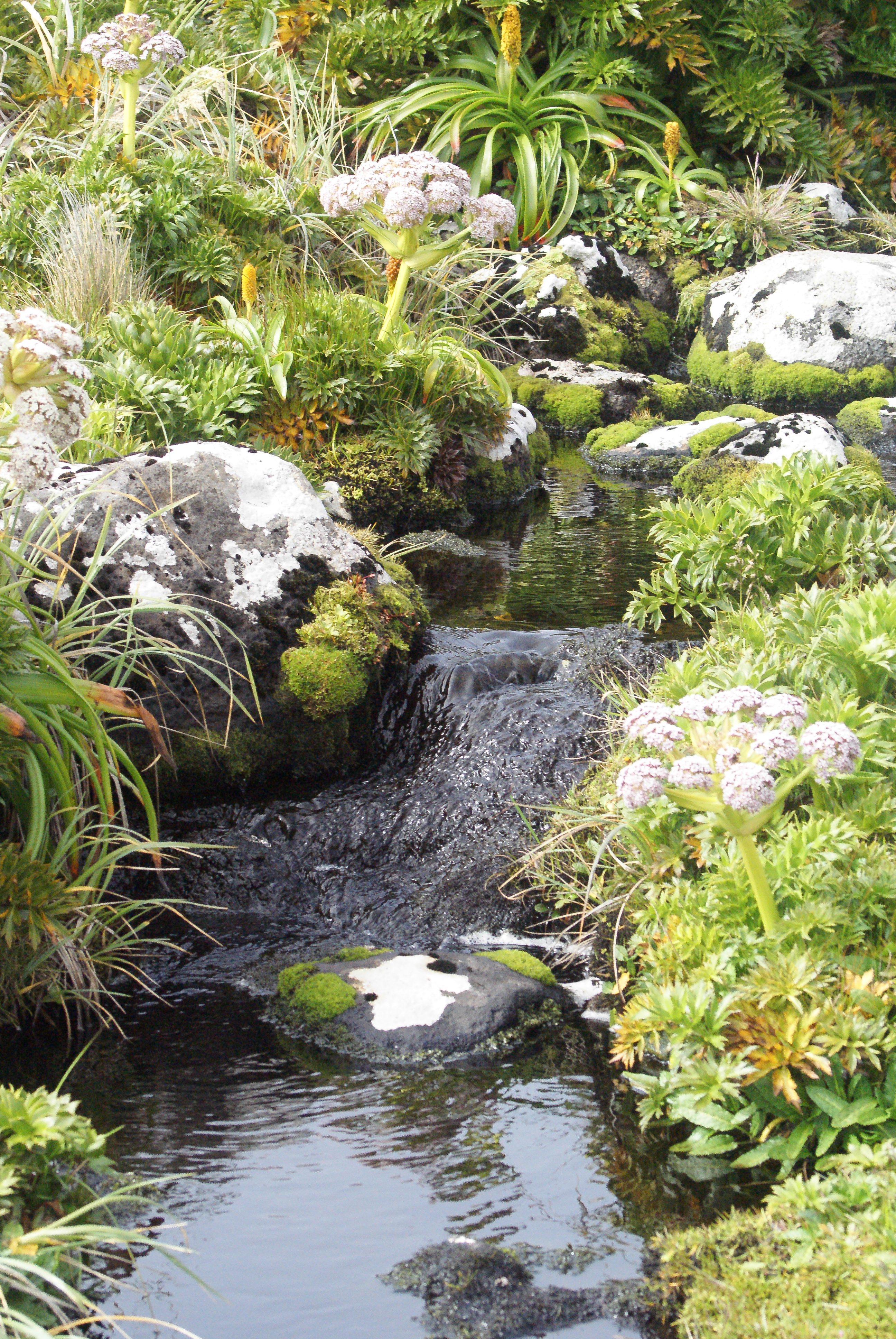
Óriás lágyszárúak az Enderby-szigeten (köztük Bulbinella rossii)
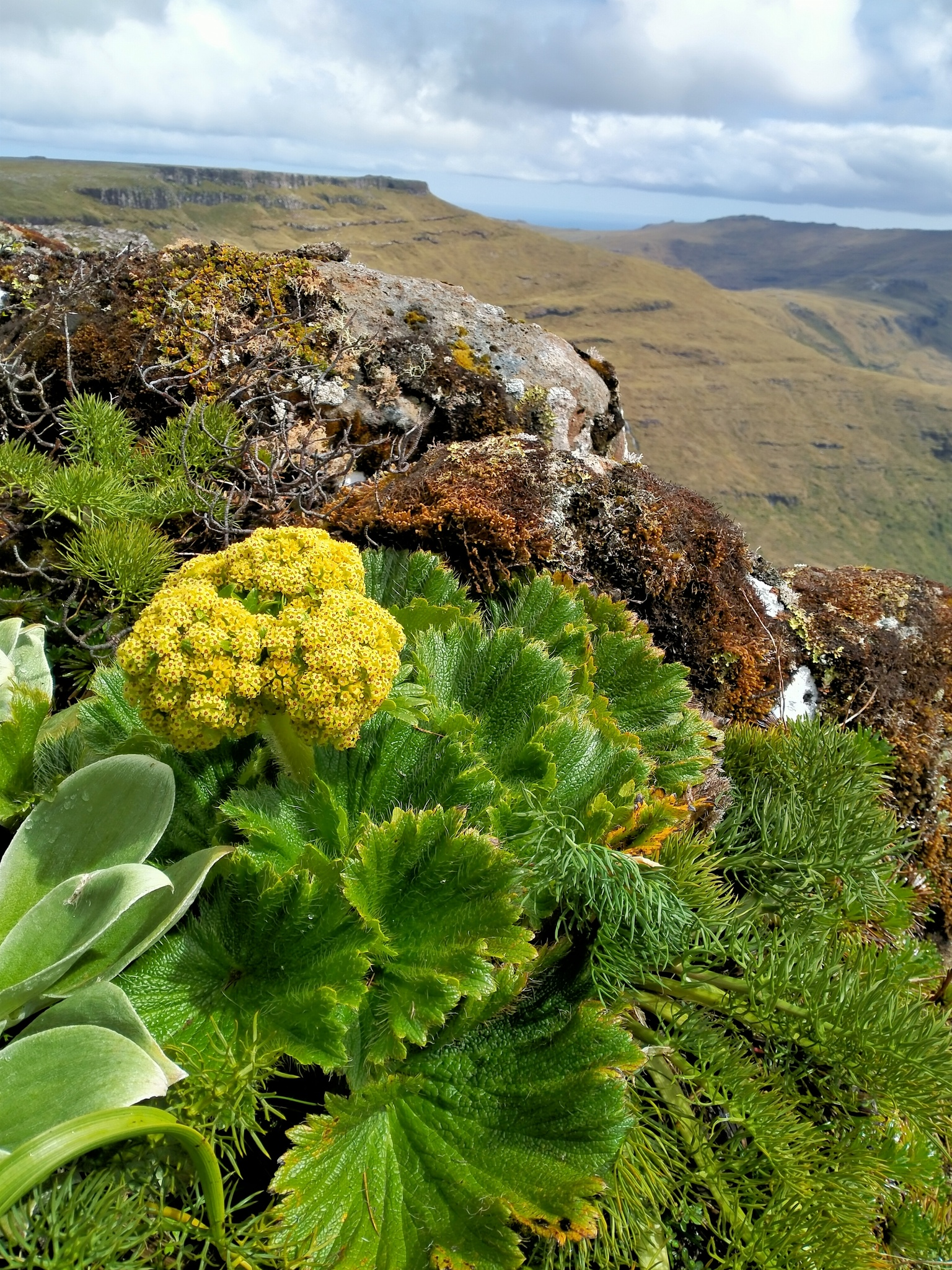
Azorella polaris a sziget magasan fekvő régiójában

### Állatvilág
A szigetcsoport nem rendelkezik őshonos emlős és hüllő fajokkal. Madárvilága ellenben kiemelkedően gazdag, különösen viharmadár, pingvin és albatrosz fajokban bővelkedik, emellett fontos költőhely. Az Enderby-szigeten jelentős sárgaszemű pingvin kolónia él, a Disappointment-szigeten pedig a tasmán albatrosz egyik alfajának, a Thalassarche steadi-nek 90-100 ezer példánya költ. Számos endemikus faj is él itt, ilyen például az Auckland-szigeteki kárókatona, a maori réce, a csaknem röpképtelen Auckland-szigeteki guvat (Lewinia muelleri) és az Auckland-szigeteki szalonka (Coenocorypha aucklandica aucklandica). A szigeteken élt az édesvízi, nehezen repülő Auckland-szigeteki bukó is, amelyet a behurcolt macskák és patkányok pusztítottak ki. A szigeteken 250 gerinctelen faj is őshonos, amelyek közül 95 endemikus. Csak itt él egy barlangi weta nemzetség, a Dendroplectron is.

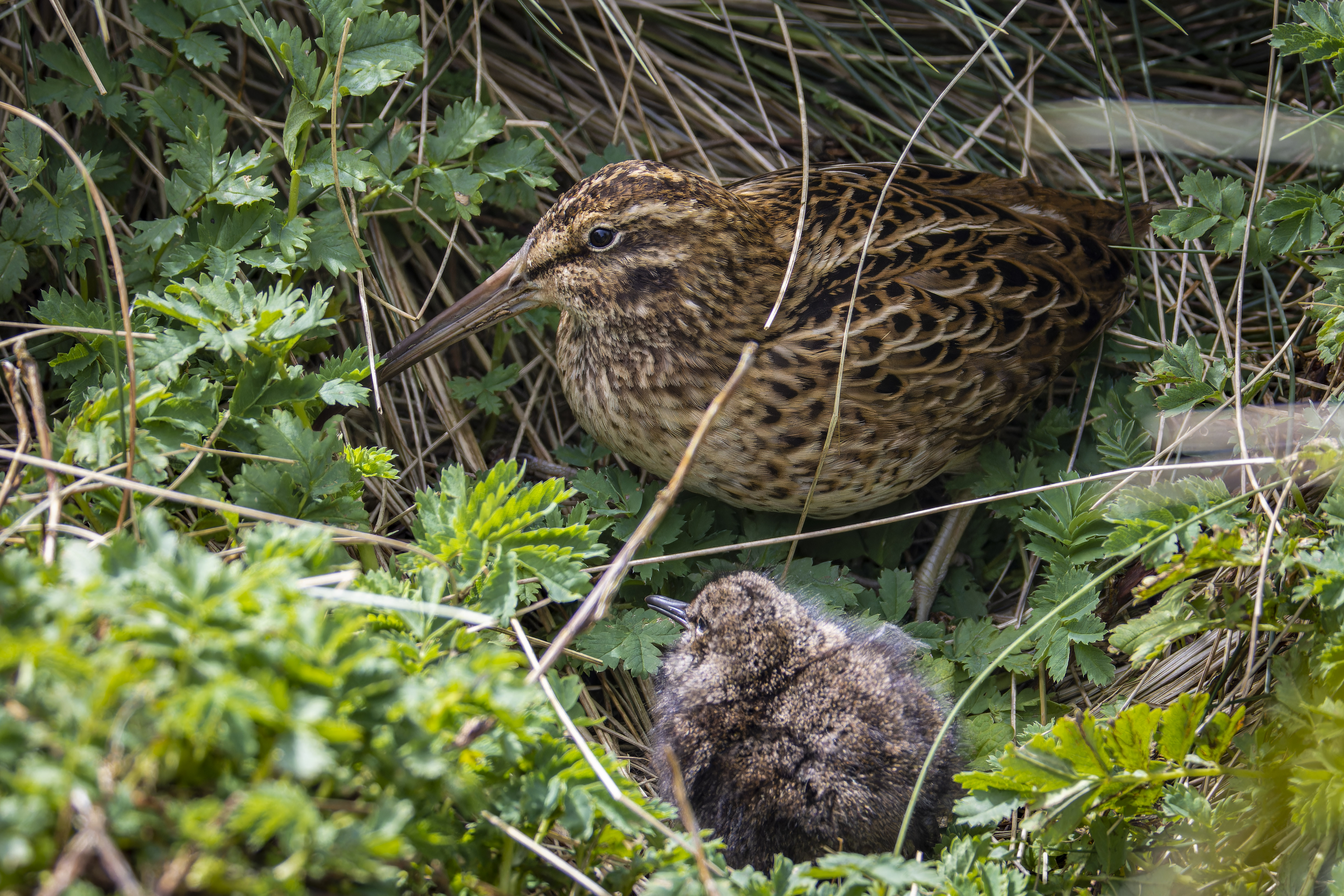
Auckland-szigeteki szalonka
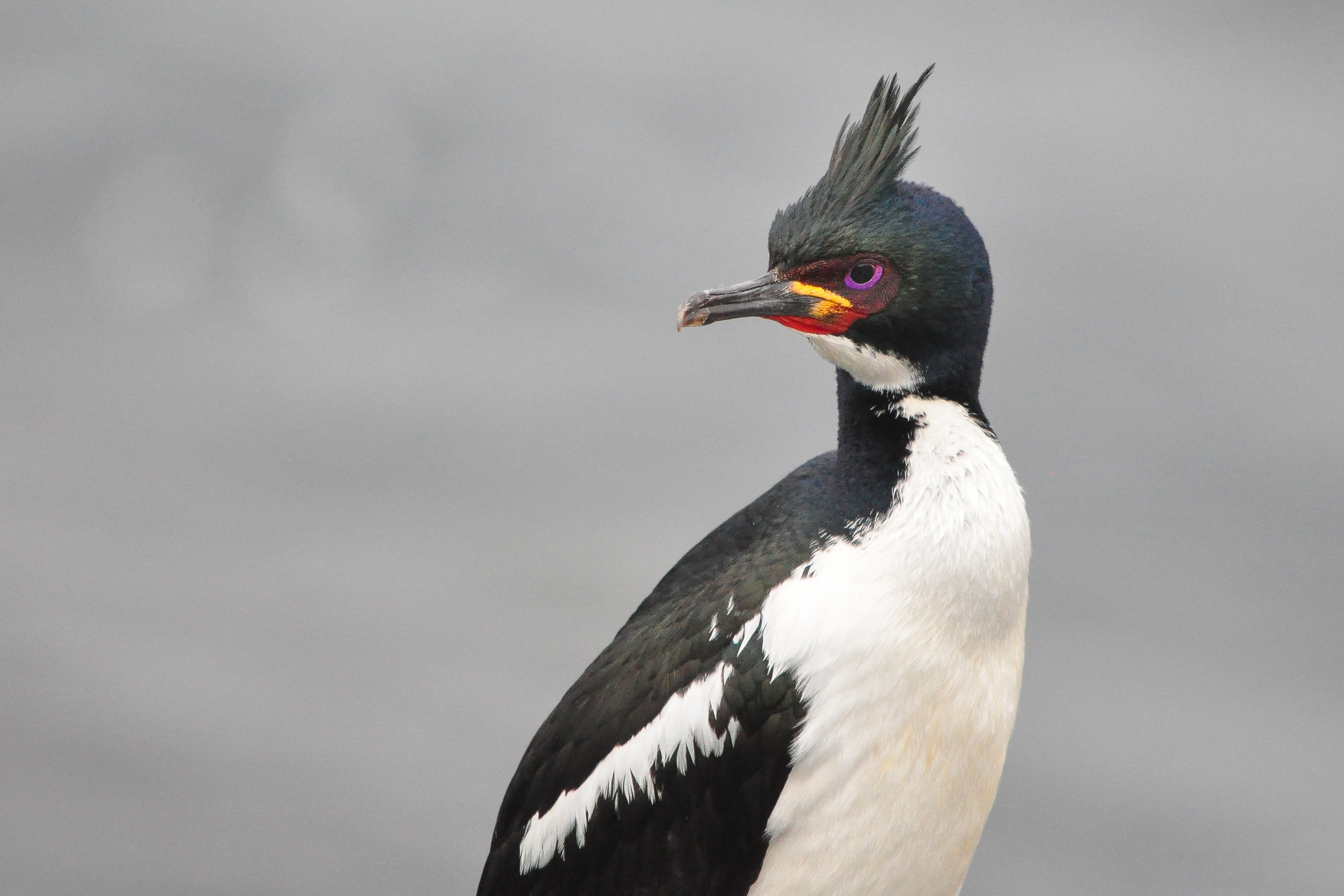
Auckland-szigeteki kárókatona
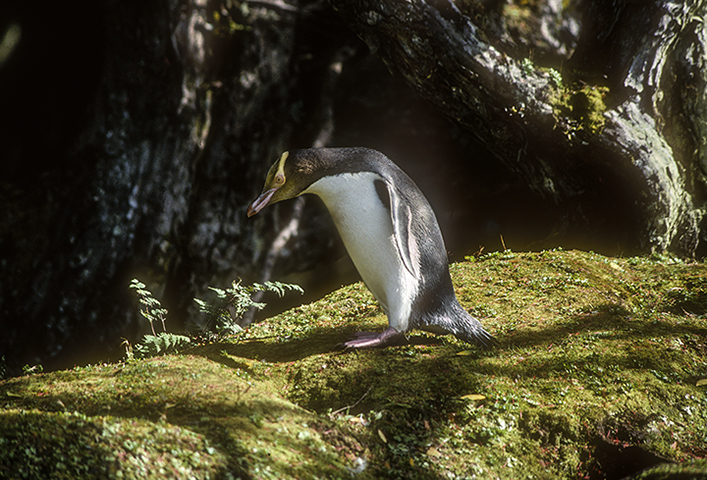
Sárgaszemű pingvin az Enderby-szigeten
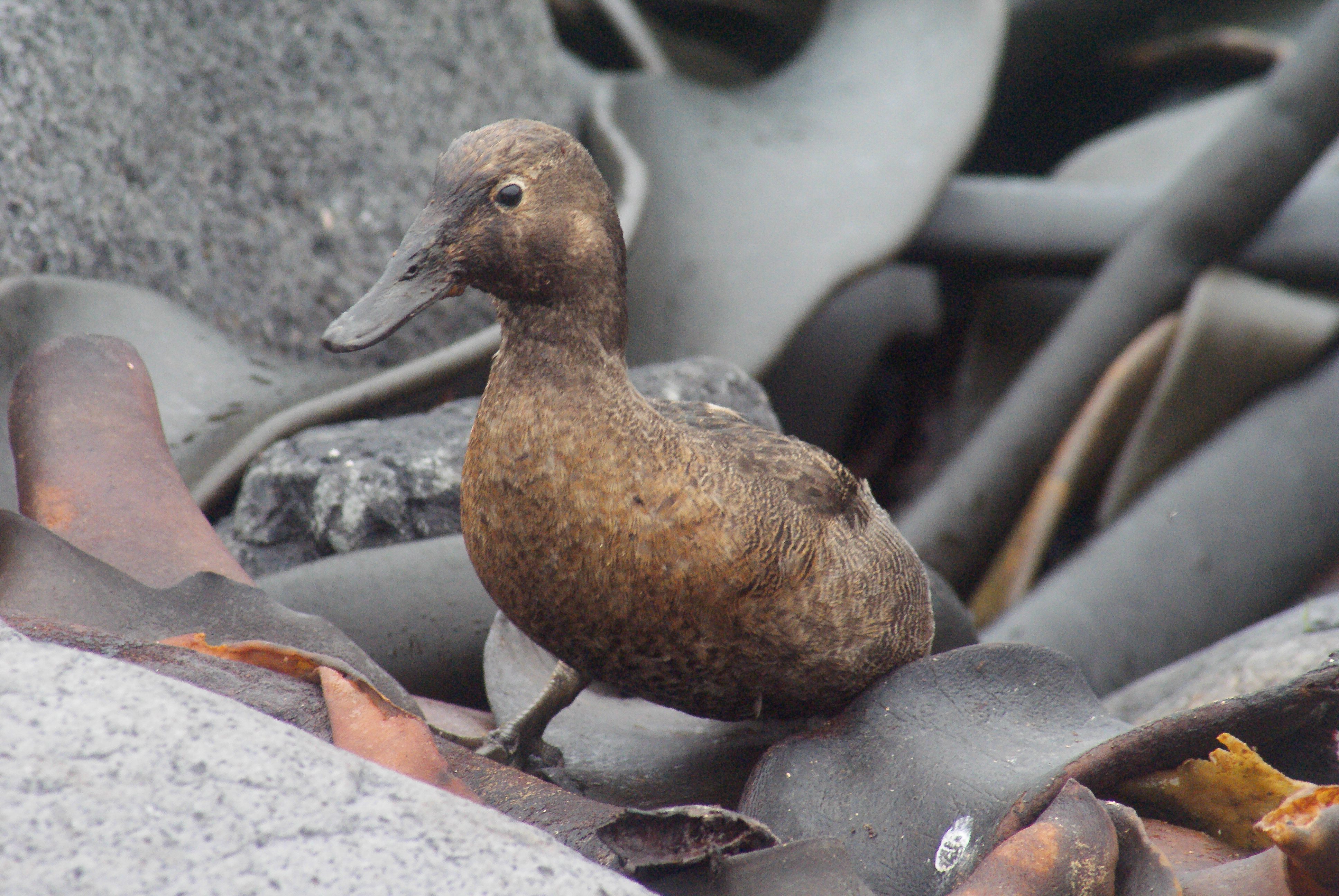
Maori réce
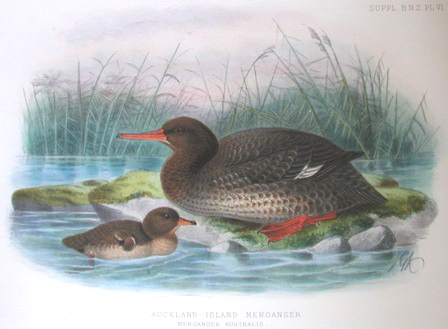
A kihalt Auckland-szigeteki bukó

### Tengeri és édesvízi élővilág
A szigetcsoport az új-zélandi oroszlánfóka legfontosabb szaporodási helyszíne  és az új-zélandi medvefókának is jelentős kolóniái élnek itt, telente gyakori vendégnek számít a déli elefántfóka is. Az Auckland-sziget északi részén található Port Ross öböl a déli simabálnák fontos gyülekezési pontja, a sziget közelében élő bálnapopuláció eléri a 2000-et. A szigetek patakjai és tavai jelentős kōaro (Galaxias brevipinnis) halpopulációknak adnak otthont, a halfaj példányai fiatal korban a tengerben, kifejlett példányként pedig édesvízi környezetben élnek és szaporodnak.

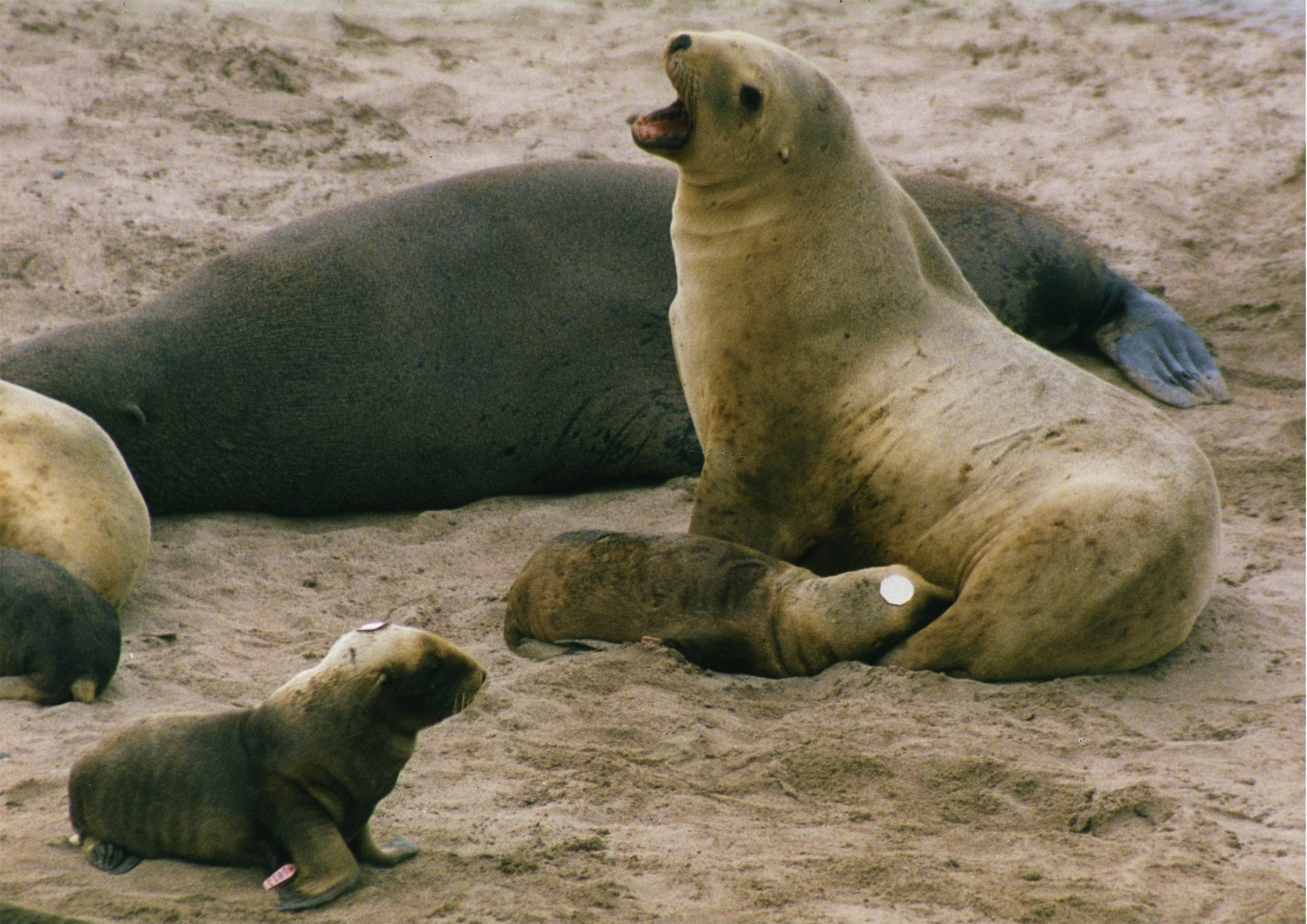
Új-zélandi oroszlánfóka az Enderby-szigeten
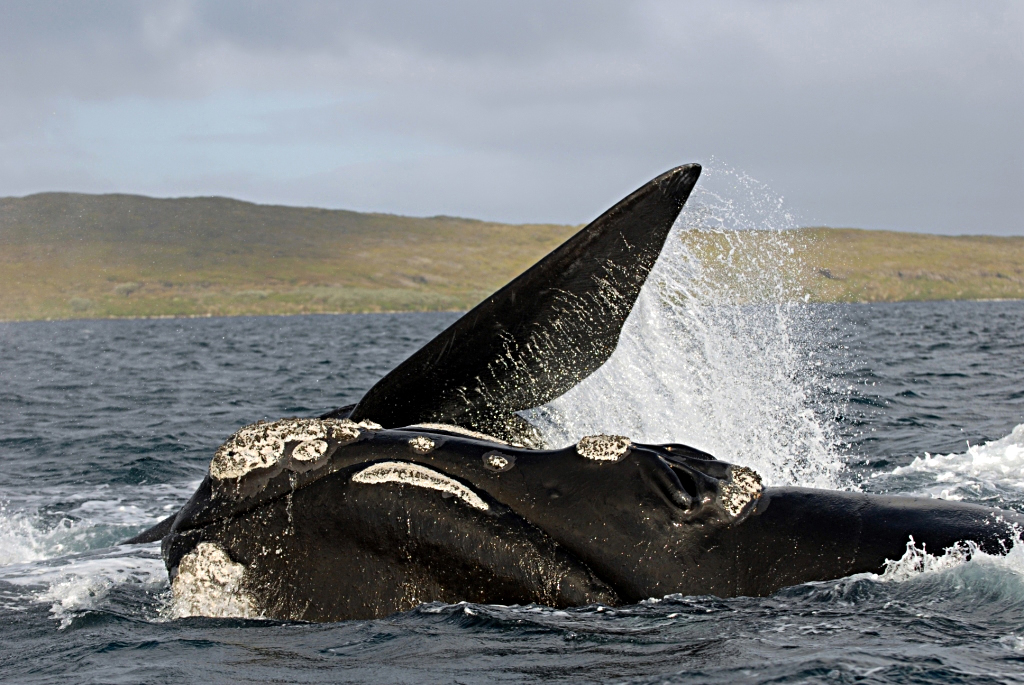
Déli simabálna a szigetcsoport partjainál

### Invazív fajok
200 éve az európai hajósok részben szándékosan, részben véletlenül számos idegen fajt hurcoltak be a szigetvilágba, komoly zavart okozva a kényes ökológiai egyensúlyban. Jelenleg a növényfajok 20%- alkotják nem őshonos fajok, a fás szárúak közül ilyen például a Olearia lyallii, amely leginkább a szigetcsoport egyes északi részein terjedt el és az őshonos déli rātā riválisa. A legnagyobb kárt a behurcolt emlősök okozzák, amelyek a fő szigeten az ott fészkelő 44 madárfaj nagy részét elpusztították, mindössze 12 fészkelő őshonos fajt hagyva meg. A kártevőktől mentes kisebb szigetek élővilága ugyanakkor sértetlenül fenn tudott maradni. Az egerek észak-amerikai bálnavadászok hajóin érkeztek, megeszik az őshonos madarak tojásait és a rovarokat. A hajósok által behozott és elszaporodott macskák szintén elsősorban a madárpopulációkat veszélyeztetik, a szabadon engedett kecskék, nyulak és szarvasmarhák a legfontosabb endemikus fűféle, a Chinochloa antarctica állományát tizedelték meg, a disznók pedig az óriás lágyszárúak csaknem teljes visszaszorulását eredményezték az Auckland-szigeten. A több évszázados elzártság alatt az új környezetükhöz alkalmazkodó elvadult emlősöknek saját fajtáik alakultak ki, ilyen az ezüst-sötétszürke bundájú Enderby-szigeti nyúl, az Auckland-szigeteki disznó és az Enderby-szigeti szarvasmarha is.

Az okozott környezeti károk miatt az új-zélandi kormány erőfeszítéseket tett a legkárosabb invazív fajok kipusztítására. 1989–1991-ig lezajlott a kecskék egy részének áttelepítése, a maradék állomány kiírtása, 1991 és 1993 között pedig sikeresen felszámolták a szarvasmarha és nyúl populációt is. Fogságban ugyanakkor igyekeztek megmenteni a kialakult fajták génállományát. A következő lépés az úgynevezett Maukahuka projekt, amelynek keretében az egerek, a macskák és a disznók kiirtását és az eredeti társulások helyreállítását tervezik, ez a Predator Free 2050 elnevezésű új-zélandi program részét képezi, amely a Stewart- és a Chatham-szigetek megtisztítását is célul tűzi ki. A Maukahuka projekthez az Antipodes-szigeten és a Campbell-szigeten már sikeresen végrehajtott kártevőirtási program a minta és lokális sikereket már elért: az Enderby-szigetet immár sikerült teljesen megtisztítani minden invazív emlőstől, beleértve az egereket is.

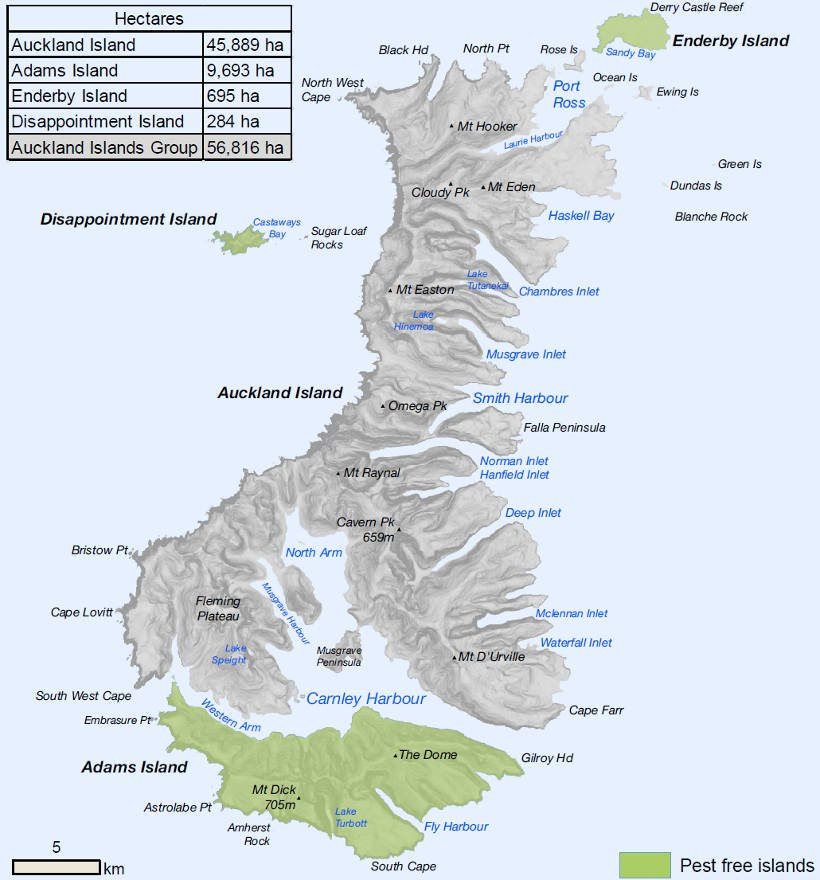
Invazív fajoktól sújtott területek (szürke) és az érintetlen vagy helyreállított (zöld) szigetek
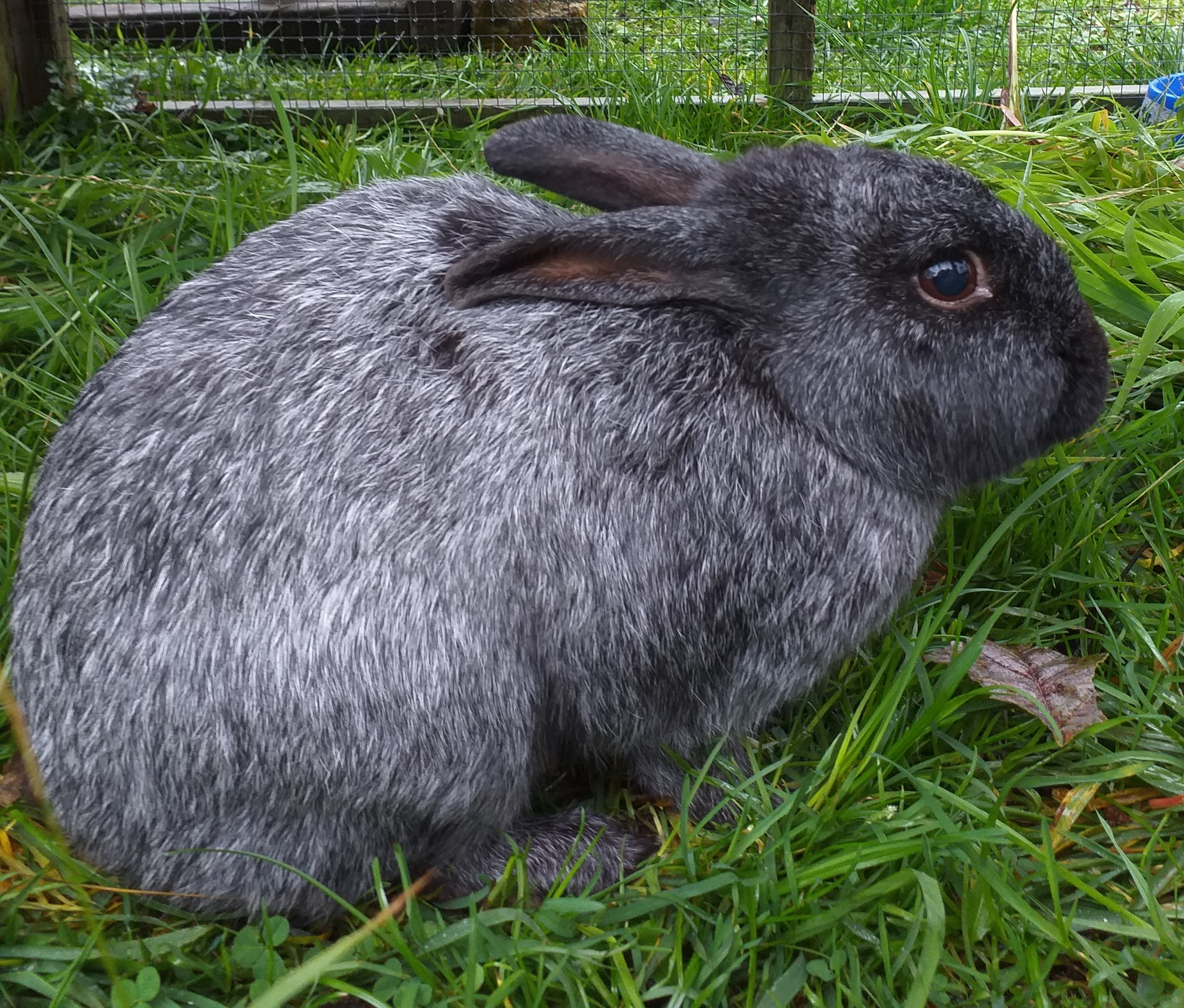
Enderby-szigeti nyúl
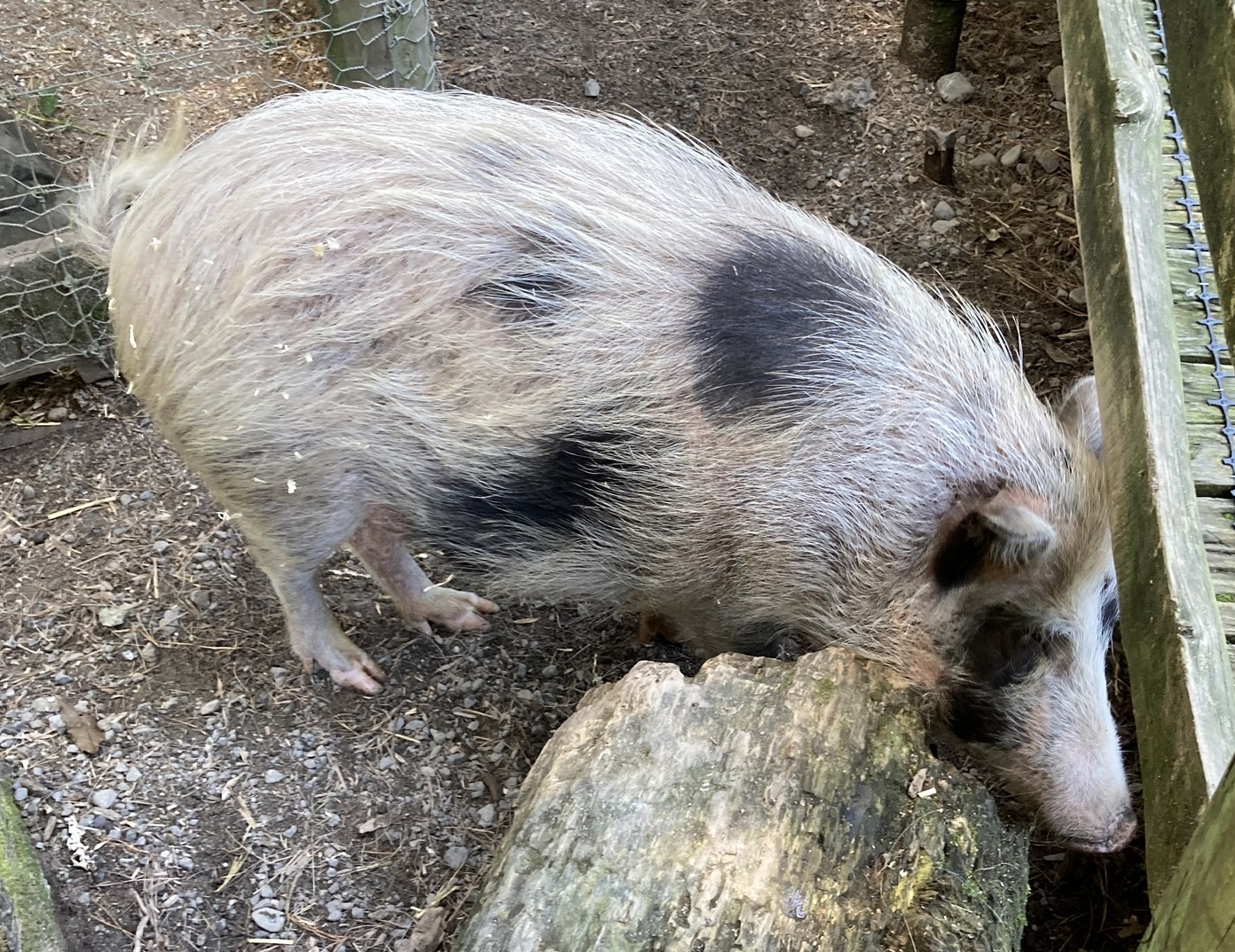
Auckland-szigeteki disznó

### Természetvédelem
A szigetcsoport első védett területét 1910-ben alakították ki, amikor az Adams-szigetet természetvédelmi rezervátumnak nevezték ki. Az Auckland-szigetek jelenleg a többi szubantarktikus szigettel együtt a Department of Conservation kormányhivatal közvetlen igazgatása alatt áll és az új-zélandi jogszabályok szerint a legmagasabb szintű védelemben részesül, az 1977. évi rezervátumtörvény alapján természetvédelmi területnek minősül és törvényben rögzítették, hogy „nemzeti, illetve nemzetközi jelentőségű értékeket” képvisel. 1993-ban a szigeteket körülvevő tengert is védelem alá helyezte az új-zélandi kormány Auckland-szigeteki Tengeri Emlősök Természetvédelmi Terület (Auckland Islands Marine Mammal Sanctuary) néven, majd 2003-ban még szigorúbb védelem alá vonták Mōtū Maha Tengeri Rezervátum (Mōtū Maha Marine Reserve) elnevezéssel, amely 484 000 hektár vízfelületet ölel fel. A szigetcsoportot a többi új-zélandi szubantarktikus szigettel együtt fajgazdagságáért, magas szintű endemizmusáért, egyes élőhelyek különleges alkalmazkodóképességéért és a tengeri élővilág magas produktivitásáért 1998-ban a Világörökség részévé nyilvánították Új-Zéland szubantarktikus szigetei néven.

## Történelem

### Korai polinéz jelenlét
A szigetcsoportot elsőként polinéz hajósok fedezték fel a 13. vagy 14. században, a régészeti kutatások az Enderby-sziget Sandy Bay öblében fedezték fel településük nyomát. Ez a legdélebbi bizonyítottan elért pontja a polinéz migrációnak. Az ásatásokon egy földkemence maradványait és kőeszközöket tártak fel. A polinézek legalább egy nyári-őszi időszakot töltöttek a szigeten, kutyáikkal oroszlánfókára, medvefókára és fészkelő madarakra vadásztak, valószínűleg néhány éven át maradtak. Nem világos hogy a közösség kihalt vagy továbbhajóztak, mindenesetre ez után évszázadokra megszűnt az emberi jelenlét a szigetcsoporton. Az Új-Zéland Déli-szigetét uraló törzs, a Ngāi Tahu tisztában volt az Auckland-szigetek létezésével, maori nyelven Mōtū Maha-nak („sok sziget“) és Maungahuka-nak („a hullámok fehér taraja“) nevezték.

### Felfedezés
Az Auckland-szigeteket első európai látogatóként Abraham Bristow, az Ocean bálnavadász hajó kapitánya fedezte fel 1806-ban. Bristow a fő szigetet apja barátja, William Eden, Auckland első bárójának tiszteletére nevezte el Auckland-szigetnek, az északi földdarab pedig megbízója, Samuel Enderby után az Enderby-sziget nevet kapta. Egy évvel később visszatért és a Brit Birodalom birtokának nyilvánította a területet. Ezt követően rendszeressé vált a fókavadászok látogatása a szigeteken, a tevékenység csökkenő intenzitással egészen 1894-ig folytatódott, amikor is a faj védetté vált.

### Maori és moriori letelepedési kísérlet a 19. században
1842-ben a Chatham-szigeteket is meghódító maori Ngāti Mutanga törzs tagjai moriori (Chatham-szigeteki őslakos) rabszolgáikkal elhajóztak az Auckland-szigetekre Matioro főnök vezetésével. Amíg Matioro embereivel feltárta a sziget belsejét, két alacsonyabb rangú maori vezető úgy döntött hogy a barátságtalan éghajlatú szigetek alkalmatlanok a letelepedésre és elhajóztak, magára hagyva a főnököt és 70 emberét a lakatlan földdarabon, akik így kiút nélkül kénytelenek voltak falut alapítani. 

### Az Enderby-telep

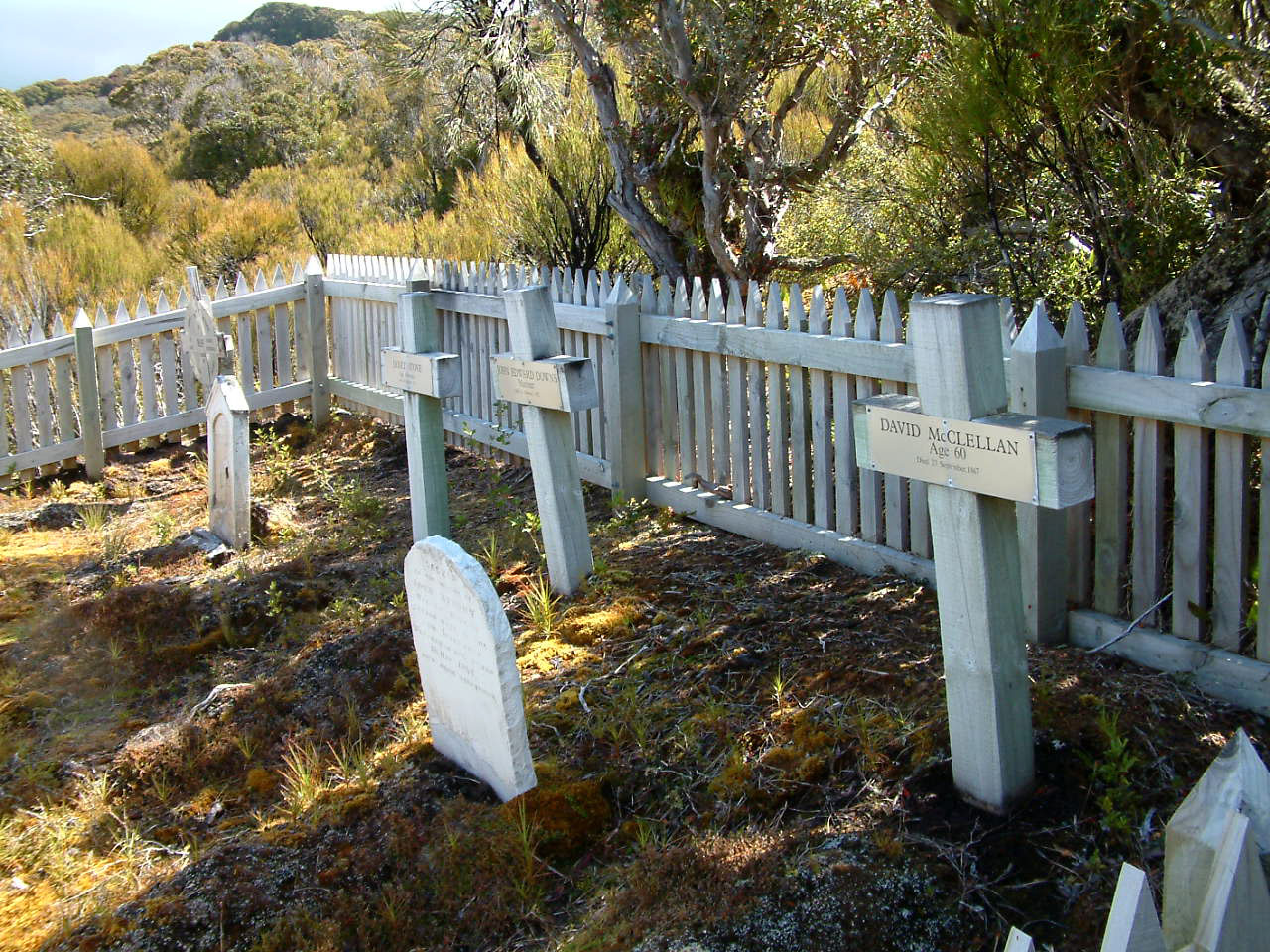
Hardwicke temetője

Hét évvel később, 1849-ben Samuel Enderby unokája, Charles Enderby engedélyt kapott a brit hatóságoktól egy bálnavadászaton és földművelésen alapuló kolónia létrehozására a szigeteken, amely nem tartozott sem az ausztrál, sem az új-zélandi központ alá. Az első 66 európai telepes 3 hajóval érkezett meg, és összetalálkoztak a szigeten rekedt maorikkal és moriori rabszolgáikkal. A két csoport konfliktus nélkül együtt tudott élni és megalapították Hardwicke faluját a Port Ross öböl partján, azonban a földművelési kísérletek rendre kudarcba fulladtak a gyenge minőségű talajon és a bálna fogások is messze elmaradtak a várttól. A népesség végül 300 főben tetőzött, azonban 1852-ben, kevesebb mint 3 évvel az alapítás után a veszteséges és vezetőségi konfliktusoktól terhelt kolónia felszámolása mellett döntöttek. A maorik és moriorik egy része még két évig a szigeten élt, az utolsó lakók 1854-ben költöztek el, egy részük haza a Chatham-szigetekre, egy részük pedig a Stewart-szigetre.

### Hajótöröttek
Az Auckland-szigetek veszélyes, sziklás partmenti vizei számos arra járó hajó végzetét okozták. A katasztrófák túlélői hónapokon, akár több mint egy éven keresztül a lakatlan szigeteken rekedtek. Az új-zélandi hatóságok lerakatokat hoztak létre hasznos holmikkal és élelemmel a fő szigeten hajótörések esetére, a magaslatokon pedig útjelző táblákat is kiraktak, amelyek a készletek felé mutattak. Arra járó hajósok azonban gyakran kifosztották ezeket a raktárakat, amelyek így valódi vész esetén nem mindig tudtak segítséget nyújtani a bajba jutott tengerészeknek.
| Hajó neve     | Hajótörés időpontja | Legénység | Partravetettek száma | Szigeten töltött idő | Megmenekült túlélők száma | Kép                                 |
| ------------- | ------------------- | --------- | -------------------- | -------------------- | ------------------------- | ----------------------------------- |
| Grafton       | 1864.01.03.         | 5         | 5                    | 19 hónap             | 5                         | A Grafton roncsai, Carnley Harbour  |
| Invercauld    | 1864.05.10.         | 25        | 19                   | 1 év                 | 3                         |                                     |
| General Grant | 1866.05.14.         | 83        | 15                   | 18 hónap             | 10                        | A General Grant elsüllyedése        |
| Derry Castle  | 1887.03.20.         | 23        | 8                    | 92 nap               | 8                         | A Derry Castle orrdísze a parton    |
| Compadre      | 1891.03.19.         | 17        | 17                   | 3 hónap              | 16                        |                                     |
| Anjou         | 1905.02.05.         | 22        | 22                   | 3 hónap              | 22                        | Az Anjou hajótörötteinek kunyhója   |
| Dundonald     | 1907.03.07.         | 28        | 18                   | 8 hónap              | 16                        | A Dundonald hajótörötteinek kunyhói |

### Második világháborús megfigyelőállomások
A második világháború idején az új-zélandi kormány tartott tőle, hogy ellenséges hadihajók horgonyozhatnak le a szubantarktikus szigetek partjainál és két állandó megfigyelőpontot állítottak fel az Auckland sziget északi és déli végén, állandó rádióösszeköttetéssel a fő szigetekhez. A projekt a szándékosan semmitmondó Cape Expedition nevet kapta. Az apró fakunyhókban 1941-1945-ig 12 hónapos váltásokban állomásozó partőrök nem fedeztek fel egyetlen hadihajót sem, azonban részletes meterológiai feljegyzéseik kulcsfontosságúnak bizonyultak a sziget éghajlatának leírásához.

### Tudományos expedíciók

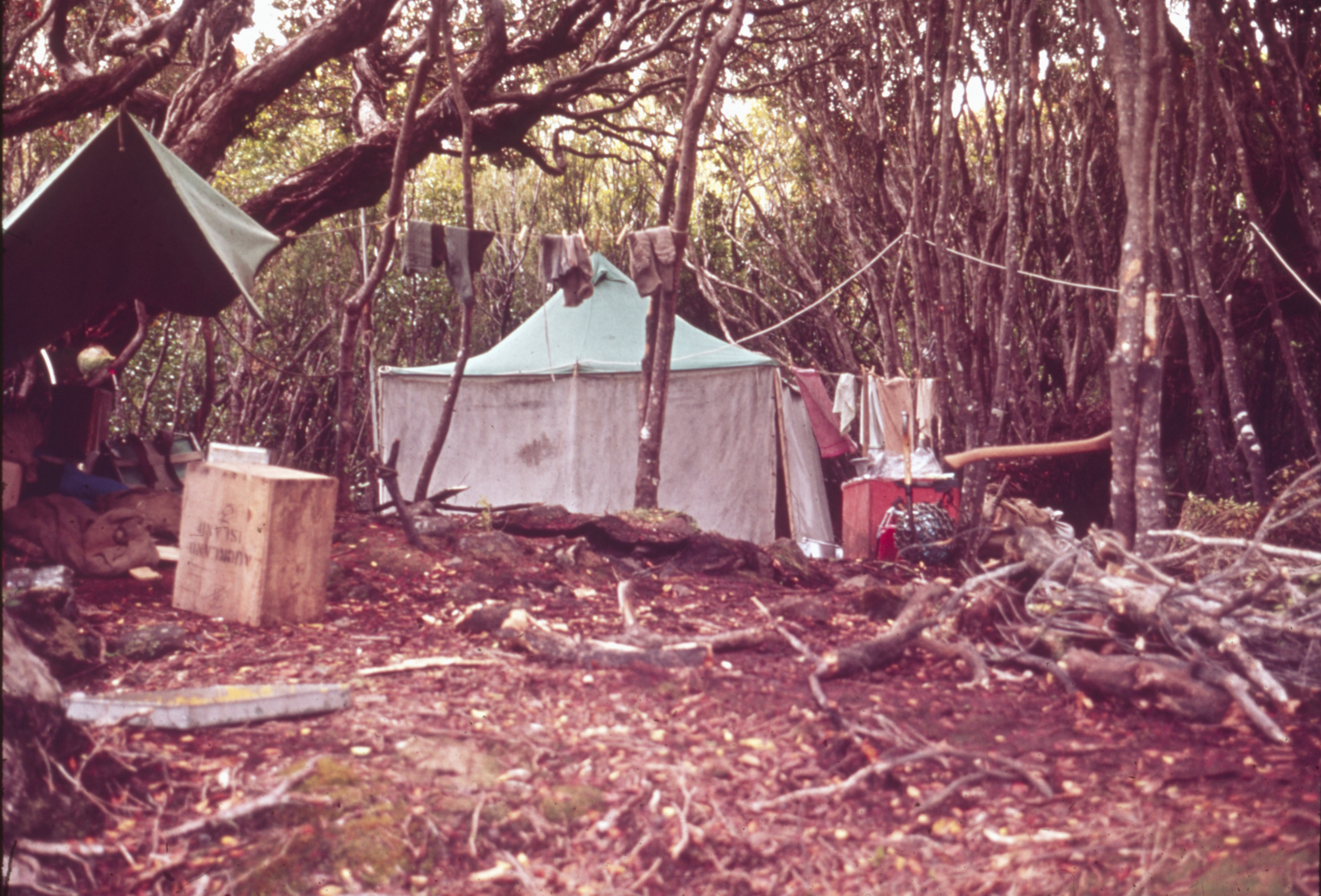
Az 1972–73-as Auckland Islands Expedition kutatóinak sátrai

Az Auckland-szigetek a történelem során számos jelentős tudományos expedíció célpontjául szolgált. Ilyen volt többek között a német csillagászok Vénusz-átvonulást megfigyelő expedíciója 1874-ben. Számos botanikus tudóscsoport vizsgálta a szigetvilág növényfajait, az első komoly felmérést 1840-ben francia, amerikai és brit kutatók végezték el, majd az 1907-es nagy szubantarktikus expedíció is bővítette a szigetek flórájára és geológiájára vonatkozó tudást. A legrészletesebb megfigyeléseket az 1972–73-as Auckland Islands Expedition végezte el, amely 99 napon keresztül táborozott a szigeteken. Bár állandó kutatóállomás nem üzemel napjainkban, a szigetek továbbra is gyakori célpontjai madártani, bálnamegfigyelő és egyéb tudományos kutatócsoportoknak.